# The Comics Journal
The Comics Journal, comummente abreviado para TCJ, é uma revista estado-unidense de notícias e críticas relacionadas às histórias aos quadradinhos e tiras cômicas. É reconhecida por suas entrevistas extensas com autores de banda desenhada, artigos de opinião incisivos e, ocasionalmente, por oferecer recensões severas das obras mais populares da indústria da banda desenhada e seus respectivos produtos. A revista promove a óptica de que a banda desenhada faz parte do mundo das belas artes, merecendo por isso, um respeito cultural mais amplo, bem como devendo ser sujeita a padrões e fasquias de qualidade mais elevadas.

## História
Em 1976, Gary Groth e Michael Catron compraram o "The Nostalgia Journal", uma modesta concorrente do jornal publicitário "The Buyer's Guide for Comics Fandom" (O guia do COnsumidor para os Aficionados da Banda Desenhada).Na altura, Groth e Catron já andávam a publicar a "Sounds Fine", um jornal publicitário editado em conformes semelhantes, que se dedicava ao público dos coleccionistas de discos, que lançaram depois de terem sido produtores (financiadores) da «Rock 'N Roll Expo '75».
A publicação  for relançada sob o título "The New Nostalgia Journal"  no número 27 (Julho de 1976). Quando foi lançado o número 32 (Janeiro de 1977), tornou-se "The Comics Journal"  «Uma publicação de qualidade, para os fãs da banda desenhada empenhados» .Por volta do lançamento do número 37 (Dezembro de 1977) foi adoptado um formato de revista. Com a impressão do número 45 (de Março de 1979), a revista passou a ter uma edição mensal; atingindo naquela altura uma tiragem de 10.000 subscritores .
Além das extensas entrevistas com personalidades da indústria da BD, o Comics Journal  sempre publicou recensões críticas—recebendo-as, também, no reverso da medalha. No advento dos anos 2000, o Comics Journal publicou  uma série de edições especiais, combinando as habituais recensões críticas com amostras longas de tiras de banda desenhada, fornecidas por um selecto escol de colaboradores. 
Com a edição número 300 (de Novembro de 2009), o Comics Journal descontinuou as tiragens semi-mensais. TCJ mudou para um calendário editorial de oito edições anuais, por molde a abarcar um formato maior e mais intrincado, disponível no novo site. Este formato durou até 2013 com o número 302. A revista impressa ficou em suspenso durante uns anos, só regressando em 2019, com o número 303.